# Sóc bay Vordermann
Sóc bay Vordermann, tên khoa học Petinomys vordermanni, là một loài động vật có vú trong họ Sóc, bộ Gặm nhấm. Loài này được Jentink mô tả năm 1890.